# بوناتينيب
بوناتينيب (بالإنجليزية: Ponatinib)‏ هو دواء يُستعمل في علاج:
- لوكيميا نخاعية حادة[9]